# Spring Creek East Township
Spring Creek East Township est un township du comté de Dent dans le Missouri, aux États-Unis,.
Le township est fondé en 1851 et baptisé en référence à la rivière Spring Creek (en), qui passe dans ses frontières.

## Source de la traduction
- (en) Cet article est partiellement ou en totalité issu de l’article de Wikipédia en anglais intitulé « Spring Creek East Township, DeKalb County, Missouri » (voir la liste des auteurs).